# Osteoglossoidei
Sous-ordre
Les Osteoglossoidei sont un sous-ordre de poissons téléostéens (Teleostei).

## Liste des familles
- Famille Osteoglossidae
- Famille Pantodontidae
- Super-famille Mormyroidea
  - Famille Gymnarchidae
  - Famille Mormyridae